# Love Forecast
Love Forecast  (en hangul, 오늘의 연애, literalmente:Hoy Amor) es una película de comedia romántica surcoreana de 2015 coescrita y dirigida por Park Jin-pyo. Protagonizada por Lee Seung-gi y Moon Chae Won, describe la relación entre hombres y mujeres siendo tan delicada y compleja como el clima.

## Sinopsis
La reportera del tiempo Kim Hyun-woo (Moon Chae Won) es conocida por su belleza y elegancia en televisión, pero fuera de pantalla bebe y maldice demasiado. Hyun-woo ha sido amiga por 18 años de Kang Joon-soo (Lee Seung-gi), un suave profesor de escuela elemental quien da demasiado de sí en las relaciones, pero siempre acaba siendo abandonado. Joon-soo ha amado en secreto a Hyun-woo por años, pero ella sostiene que no existe atracción sexual entre ellos, y eso ha mantenido a Joon-soo en pausa mientras ve cómo Hyun-woo sale con un colega casado, Lee Dong-jin (Lee Seo-jin) y con un buen, pero aburrido fotógrafo, Yeom Hyo-bong (Jung Joon Young). ¿Logrará Joon-soo salir de la "zona amistosa" en la que ha estado por casi 20 años?  

## Elenco
- Lee Seung-gi es Kang Joon-soo.[7][8]
- Moon Chae-won es Kim Hyun-woo.[9]
  - Hong Hwa-ri es young Hyun-woo.
- Lee Seo-jin es Lee Dong-jin.
- Jung Joon-young es Yeom Hyo-bong/Andrew.[10]
- Go Yoon es Jae-joong.[11]
- Lizzy es Min-ah.[12]
- Ryu Hwayoung es Hee-jin.[13][14]
- Park Si-eun es Joon-hee.
- Ha Kyeong-min es Han Seong-gu.
- Park Eun-ji es Cha Myung-sun.
- Nam Neung-mi es la anciana de la casa de baños..
- Hong Seong-heun es el hombre en el parque de atracciones.
- Song Young-chang es director de la sede.
- Im Jong-yoon es el director general.

### Cameo
- Im Ha-ryong es el director.
- Kim Kap-soo es el padre de Joon-soo.
- Lee Kyung-jin es la madre de Joon-soo.
- Kim Bu-seon es la madre Hyun-woo.
- Kim Kwang-kyu es el hombre en Hongdae sin una oficina.
- Hong Seok-cheon como propietaria del My Thai China.
- Kim So-yeon como exnovia 1 de Joon-soo.
- Son Ga-in como exnovia 2 de Joon-soo.[15]
- Lee Seo-jin es Lee Dong-jin.[16]